# Solarisation (Glas)

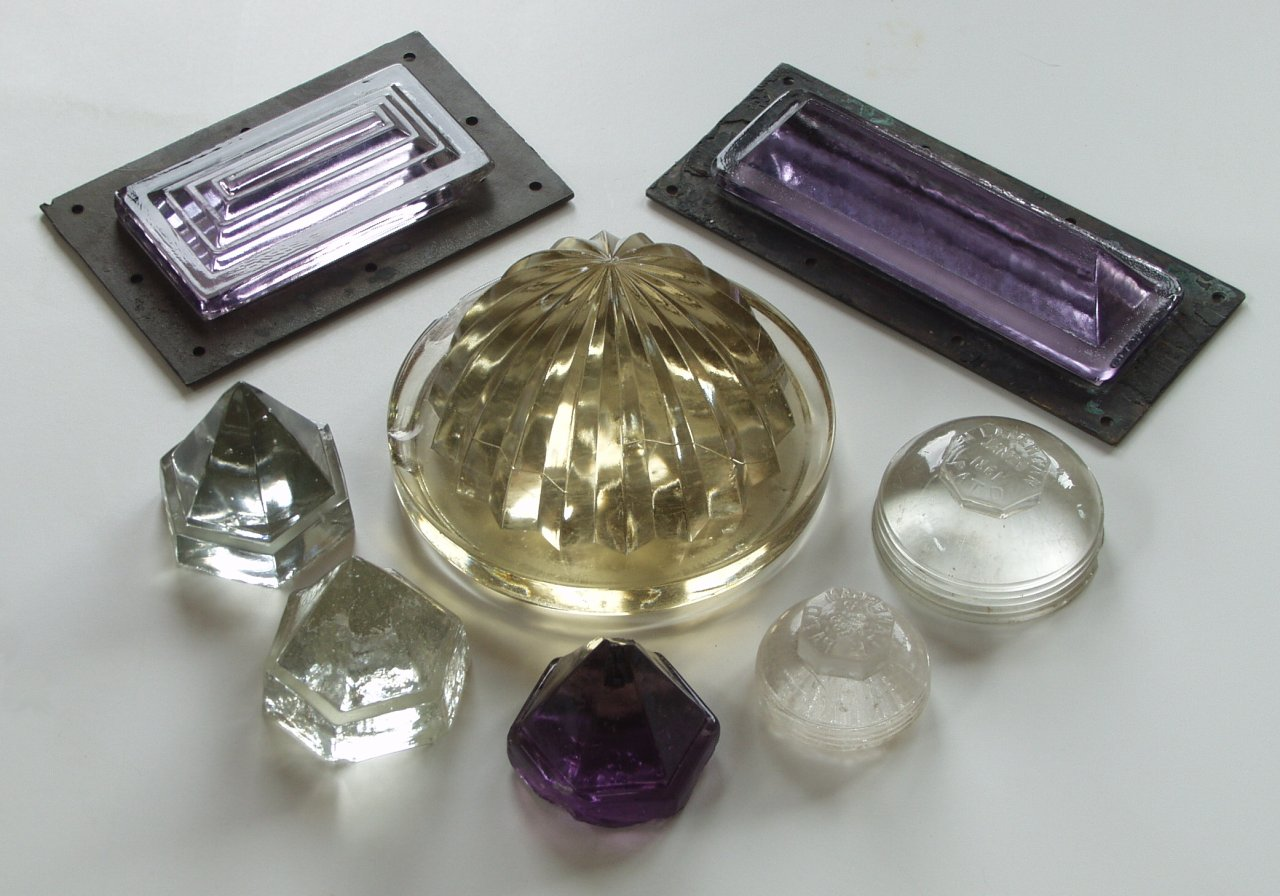
Deckprismen die sich nach langer UV-Lichtexposition durch Solarisation verfärbt haben. Lavendel-violettes Glas kann durch Photooxidation des in Glasschmelzen eingesetzten Überfärbers MnO_{2} („Glasmacherseife“) verursacht werden. Gelbliche Verfärbungen können durch den Zusatzstoff Selen verursacht werden.

Bei Glas und Glasfasern spricht man von Solarisation, wenn durch Einwirkung von kurzwelliger elektromagnetischer Strahlung (Gammastrahlung, UV-Licht) der Transmissionsgrad (Durchlässigkeit) für Licht verschiedener Wellenlängenbereiche vermindert und das Glas so gefärbt oder vollständig undurchlässig wird. Neben gewollten Effekten der Eindunkelung von Gläsern führt Solarisation z. B. bei Lichtwellenleitern (Informationsübertragung) zu deren Unbrauchbarkeit. Auch geringfügige Veränderungen der optischen Eigenschaften führen dazu, dass ein optisches Bauteil nach längerer Anwendung seine ursprüngliche Spezifikation nicht mehr erfüllt.

## Ursachen und Mechanismus

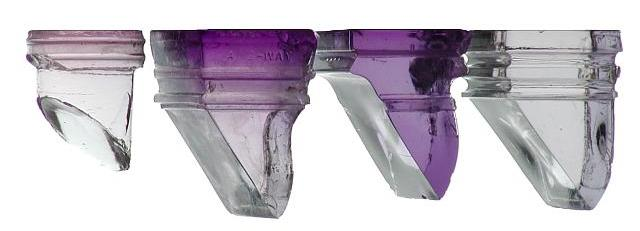
Glasbausteine einer Lichtschachtabdeckung zeigen einen Solarisations-Gradienten. An der Oberseite, wo das Licht in den Glasbaustein (erster und zweiter von links) eindringt, ist die Solarisation am stärksten ausgeprägt.

Energiereiche (UV-)Photonen verursachen Defektzentren in der molekularen Struktur von Glas, die als Farbzentren wirken und das Glas abhängig von seiner Zusammensetzung verfärben. Weiterhin spielt der Transmissionsgrad und der Brechungsindex des jeweiligen Glastyps für die jeweilige Strahlung eine bedeutende Rolle. Ist die maximale Eindringtiefe der Strahlung in das Material gering, tritt der Effekt nur bis wenige Millimeter in der Tiefe auf, weil die Strahlung absorbiert wird. Während Quarzglas sehr gut durchlässig für UV-Strahlung ist und speziell als optisches Glas im Ultraviolettbereich zum Einsatz kommt, besitzen Flintgläser und andere nicht-optische Gläser einen geringen Transmissionsgrad im energiereichen UV-C und UV-B-Bereich. Bei historischen Fenstergläsern oder Glasbausteinen ist die begrenzte Eindringtiefe der Strahlung häufig als ein Gradient der Verfärbung zu erkennen (siehe Abbildung).
Eine starke Solarisation wird insbesondere durch Photooxidation von Metallionen im Glas verursacht, die u. a. als Zusätze zum Maskieren der Grünfärbung (Überfärben) im Glas enthalten sind. Die Anwesenheit geringster Konzentrationen von Metallionen der Elemente Eisen, Mangan, Nickel, Selen oder Silber kann im Glas den Effekt der Bildung von Farbzentren verstärken.

## Gegenmaßnahmen
Es wird von Herstellern der eingesetzten Glassubstrate und optischer Fasern geforscht, Materialien zu erzeugen, die „solarisationsfrei“ sind. Bisher konnte man den Prozess nur verlangsamen und spricht in diesem Zusammenhang von „solarisationsarmen“ Fasern. Eine verbreitete Methode zur Erzeugung solarisationsarmer Fasern ist die Defektpassivierung in einem industriellen Autoklaven. Bei ~ 100 bar wird das Glas unter einer Wasserstoffatmosphäre im Temperaturbereich von 600–1200 °C hydriert. Das Glas ist nach der Wasserstoff-Behandlung angereichert mit Si-OH-Gruppen, die einen temporären Schutz vor Solarisation bieten. Über längere Zeiträume können die Si-OH-Gruppen wieder dehydrieren und der Schutz geht verloren. Solarisationsarme/-resistente Gläser werden insbesondere für Schutzgläser von Solarzellen, spezielle Lichtwellenleiter, optische Komponenten von Excimerlasern, Raumsonden und Satelliten eingesetzt.
Der Zusatz von CeO2 oder CeF3 wird für Gläser, die starker UV-Strahlung ausgesetzt sind, als UV-Stabilisator eingesetzt und verhindert die Solarisation. Cer liegt dabei in den Oxidationsstufen Ce3+ und Ce4+ im Glas vor. Als Dotierstoff reduziert Ce3+/Ce4+ jedoch abhängig von der Konzentration die Transmission des Glases für UV-Licht und damit die photoelektrische Leistung einer PV-Anlage. Weiterhin können Ce3+-Ionen unter Photokatalyse Fe3+- zu Fe2+-Ionen reduzieren, wenn das Glassubstrat Verunreinigungen mit Fe3+-Ionen aufweist. Die im Glas gebundenen Fe2+-Ionen absorbieren photoelektrisch nutzbares Infrarotlicht (~ 1050–1100 nm). Zu berücksichtigen ist, dass mit steigendem Anteil von Ce3+- gegenüber Ce4+-Ionen die Wirkung der Dotierung sich in Richtung eines optischen Filters verschiebt. Dieser Filter macht das Glas praktisch undurchlässig für UV-Strahlung.
Ebenfalls lässt sich durch das Erhitzen des Glases auf hohe Temperaturen dieser Effekt teilweise wieder rückgängig machen.